# NGC 11
NGC 11 је спирална галаксија у сазвежђу Андромеда која се налази на NGC листи објеката дубоког неба.
Деклинација објекта је + 37° 26' 53" а ректасцензија 0h 8m 42,3s. Привидна величина (магнитуда) објекта NGC 11 износи 13,7 а фотографска магнитуда 14,6. NGC 11 је још познат и под ознакама UGC 73, MCG 6-1-15, CGCG 517-20, CGCG 518-15, IRAS 00061+3710, PGC 642.